# Helina yushuensis
Helina yushuensis är en tvåvingeart som beskrevs av Sun, Sun och Ma 1998. Helina yushuensis ingår i släktet Helina och familjen husflugor. Inga underarter finns listade i Catalogue of Life.